# 張富
張富（1909年2月20日—1996年3月30日），字潤生，中國國民黨政治人物，臺灣桃園縣人。曾任交通部臺灣郵電管理局桃園郵電局（今中華郵政桃園郵局）首任局長、桃園縣議會第一、二屆副議長、臺灣省議會第二、三、四、五屆議員、白鹿食品總經理、臺林通信董事長。其重大政績包含推動石門水庫修建計畫以及有利於農業民生的肥料換穀計畫。卒於1996年3月30日。